# Pat Cooper

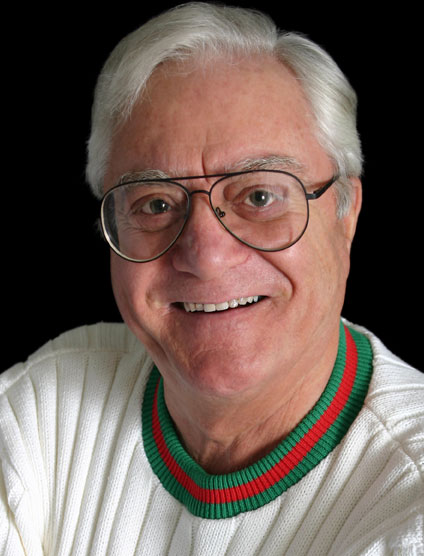
Pat Cooper

Pat „Paddy“ Cooper (* 31. Juli 1929 auf Coney Island, New York City; † 6. Juni 2023 in Las Vegas, Nevada), geboren als Pasquale Vito Caputo, war ein US-amerikanischer Schauspieler und Komiker italienischer Abstammung.

## Leben
Cooper war der Sohn italienischer Eltern, Louise Gargiulo und des Maurers Michele Caputo aus Mola di Bari. Sein Bruder Salvatore A. starb im zweiten Lebensjahr. Ab 1952 leistete er seinen Dienst in der United States Army und war in Fort Jackson im US-Bundesstaat South Carolina stationiert; er wurde allerdings vorzeitig aufgrund seiner Hammerzehen entlassen.
Cooper war insgesamt dreimal verheiratet und hatte drei Kinder, davon ein Adoptivkind. Er war von 1952 bis 1961 in erster Ehe mit Dolores Nola DePaci verheiratet. Die Ehe wurde geschieden; aus ihr stammten die leiblichen Kinder Michael und Louise Caputo. In zweiter Ehe war er von 1964 bis zum 25. März 2005 – ihrem Tod – mit der Sängerin Patti M. Del Prince verheiratet; das Paar adoptierte die gemeinsame Tochter Patti Jo. Am 26. Juli 2018 heiratete er die Theaterproduzentin Emily Conner, die er 2010 im New Yorker Friars Club kennengelernt hatte; sie war die Tochter von Diane Decker, eine der Original Serendipity Singers. Das Paar war bis zu seinem Tod verheiratet.
In den späten Jahren kam es zu einer Entfremdung mit den leiblichen Kindern und deren Familien, nachdem er diese bei Auftritten im Radio persönlich angegriffen hatte. Sein Sohn schrieb darauf das biografische Buch Dear Pat Cooper.
Nach seinem Ruhestand lebte er in Las Vegas, wo er im Alter von 93 Jahren verstarb und auf dem Friedhof des Davis Memorial Park seine letzte Ruhe fand.

## Karriere
Cooper begann seine Karriere in den 1950er Jahren mit Stand-up-Comedy lokalen Comedy-Clubs, bei der er Bezug auf seine italienischen Herkunft nahm. Er war bekannt für sein Temperament und seine gespielten Wutausbrüche; deshalb wurde er oft als „Comedian of Outrage“ bezeichnet.
Seinen Durchbruch hatte er 1963 nach einem Auftritt in der Jackie-Gleason-Show und er legte sich seinen amerikanisierten Künstlernamen Pat Cooper zu – oft wurde er auch nur „Paddy“ genannt. Es folgten Auftritte in den besten Nachtclubs und er hatte Engagements in Atlantic City und Las Vegas, beispielsweise im Copacabana und im Sands Hotel und Casino.
In den 1960er Jahren machte er sich einen Namen im Fernsehen und wurde landesweit bekannt mit Auftritten in Unterhaltungssendungen und Talkshows wie der Dean-Martin-Show, der Ed-Sullivan-Show, der Mike Douglas Show, der Merv Griffin Show und der Tonight Show Starring Johnny Carson. In den folgenden Jahren trat er im Vorprogramm von Showgrößen wie Frank Sinatra, Tony Bennett, Sammy Davis Jr., Jerry Lewis, Bobby Darin, Ella Fitzgerald und Liza Minnelli auf.
Bei United Artists veröffentlichte er im Jahr 1966 die Single Pepperoni Kid und später die Comedy-Alben Spaghetti Sauce and Other Delights sowie My Hero.
Ab 1980 bis 2002 war er zudem in zahlreichen Fernsehserien und Filmen zu sehen; so spielte er in Vegas, Drei Engel für Charlie, Junge Schicksale, Throb oder L.A. Law – Staranwälte, Tricks, Prozesse und hatte Filmrollen in Reine Nervensache und Reine Nervensache 2 als Salvatore Masiello, in This Thing of Ours als Anwalt John Bruno sowie in Charlie and the Great Balloon Chase, neben anderen. 1996 hatte er einen Cameo-Auftritt in der Folge The Friar’s Club der Sitcom Seinfeld und 2016 einen letzten Auftritt in dem Podcast von Gilbert Gottfried: Gilbert Gottfried’s Amazing Colossal Podcast!
Cooper war auch ein regelmäßiger Gast in Radioformaten wie The Howard Stern Show, Imus in the Morning und in Opie and Anthony. 2005 veröffentlichte er die DVD You’re Always Yelling und 2010 seine Autobiografie How Dare You Say How Dare Me!.
Im deutschen Sprachraum wurde Cooper unter anderem von Friedrich Georg Beckhaus, Heinz Theo Branding, Manfred Erdmann, Kurt Goldstein und Klaus Jepsen synchronisiert.

## Filmografie (Auswahl)
- 1963–1965: Die Jackie-Gleason-Show (The Jackie Gleason Show; Fernsehserie)
- 1980: Vegas (Fernsehserie)
- 1981: Drei Engel für Charlie (Fernsehserie)
- 1981: Uncle Scam (auch: Scandal U.S.A.)
- 1981: Charlie and the Great Balloon Chase (Fernsehfilm)
- 1981–1982: It’s a Living (Fernsehserie)
- 1982: Tödliche Abrechnung
- 1987: Junge Schicksale (Fernsehserie)
- 1987: Throb (Fernsehserie)
- 1993: L.A. Law – Staranwälte, Tricks, Prozesse (Fernsehserie)
- 1996: Seinfeld (Fernsehserie)
- 1997: Silent Prey
- 1998: Code of Ethics
- 1999: Reine Nervensache
- 2000: The Boys Behind the Desk
- 2001: Ankle Bracelet
- 2002: This Thing of Ours
- 2002: Reine Nervensache 2
- 2002: Recipe for Disaster (Fernsehfilm)
- 2004: 100 Greatest Stand-Ups of All Time (Miniserie)
- 2009: Rise of the Radio Show (Fernsehserie)

### Fernsehauftritte
- 1963: Die Jackie-Gleason-Show
- 1964–1980: The Mike Douglas Show
- 1966–1970: Toast of the Town (The Ed Sullivan Show)
- 1967: The Today Show
- 1967: The Dean Martin Show
- 1967–1974: The Merv Griffin Show
- 1968: The Dom DeLuise Show
- 1969: The Joan Rivers Show
- 1969: The Kraft Music Hall
- 1969: The Dennis Wholey Show
- 1969: The Tom Jones Show
- 1969: The Hollywood Palace
- 1969–1970: The David Frost Show
- 1970–1972: The Tonight Show Starring Johnny Carson
- 1971: The Virginia Graham Show
- 1973: Jack Paar Tonite
- 1973–2000: Jerry Lewis MDA Labor Day Telethon
- 1974: Dinah!
- 1976: Vaudeville
- 1976: Rhyme and Reason
- 1976: Celebrity Sweepstakes
- 1977: The Bobby Vinton Show
- 1990: The Howard Stern Show
- 1991: Late Night with David Letterman
- 1994–1997: Howard Stern
- 1996–1997: Late Night with Conan O’Brien
- 1998: The N.Y. Friars Club Roast of Drew Carey
- 1999–2000: The Howard Stern Radio Show
- 2004: Tough Crowd with Colin Quinn
- 2006–2007: Howard Stern on Demand
- 2011: All Night with Joey Reynolds
- 2011: A Stand Up Mother
- 2015: Cop Show
- 2015: Hey Moe, Hey Dad!

## Theater (Auswahl)
- 1959: Fiorello! (Broadhurst Theatre, New York City)[7]
- 1969: The Jimmy Roselli Show (Palace Theatre, New York City)[7][8]